# Jesper Bärgård
Karl Jesper Bärgård, född 28 april 1993 i Enköping, är en svensk ishockeyspelare som spelar för Linden Hockey i Hockeytvåan. Som junior spelade han för moderklubben Enköpings SK, Linköping HC och den amerikanska klubben Portland Jr. Pirates. Under större delen av sin karriär har Bärgård spelat i Hockeyettan. I början av sin seniorkarriär spelade han för HC Vita Hästen, Olofströms IK och Lindlövens IF. Mellan 2015 och 2018 representerade han Nybro Vikings IF. Mellan 2018 och 2022 spelade han för Enköpings SK, Vimmerby Hockey och Tranås AIF. De två sista av dessa säsonger var han lagkapten för sin moderklubb. Han spelade därefter för Enköpings SK i Hockeyfyran, innan han säsongen 2023/24 anslöt till Linden Hockey.
Som junior vann han SM-guld med Linköping HC J20 säsongen 2011/12.

## Karriär
Bärgård inledde sin ishockeykarriär i moderklubben Enköpings SK, med vilka han spelade ungdoms- och juniorishockey fram till och med säsongen 2008/09. Därefter anslöt han till Linköping HC:s juniorverksamhet där han säsongen 2010/11 var lagkapten för J18-laget. Den efterföljande säsongen spelade han enbart för Linköping HC J20. I slutspelet slog Linköping ut Frölunda HC, Västerås IK, och Modo Hockey innan man i finalen ställdes mot HV71. Trots underläge med 2–0 lyckades Linköping kvittera i matchens slutminuter och därefter vinna i förlängningsspelet och därmed vinna SM-guld.
Säsongen 2012/13 registrerades Bärgård för två spelade matcher med Linköpings seniorlag i SHL (dåvarande Elitserien), dock utan istid. Han agerade assisterande lagkapten för Linköpings J20-lag och spelade dessutom tre matcher som utlånad till HC Vita Hästen i Hockeyettan. Detta kom att bli Bärgårds sista säsong med Linköping då han säsongen 2013/14 flyttade till Nordamerika för spel med Portland Jr. Pirates i United States Premier Hockey League. Han spelade 34 matcher för klubben och slutade på tredje plats i lagets interna poängliga med 20 poäng, varav 11 mål. Utöver detta var han lagets mest utvisade spelare med 92 utvisningsminuter.
Inför säsongen 2014/15 återvände Bärgård till Sverige och representerade två klubbar i Hockeyettan. Han inledde säsongen med Olofströms IK med vilka han producerade 12 poäng på 28 grundseriematcher. I slutet av januari 2015 lämnade han klubben för spel med Lindlövens IF med vilka han spelade sex grundseriematcher. Den 28 maj 2015 bekräftades det att Bärgård skrivit ett ettårsavtal med Nybro Vikings IF. Denna säsong var han Nybros mest utvisade spelare med totalt 81 utvisningsminuter och han missade en stor del av säsongen på grund av en skada. Den 28 mars 2016 bekräftades det att Bärgård förlängt sitt avtal med klubben med ytterligare en säsong.
Den 4 april 2017 bekräftades det att Bärgård skrivit ett ettårsavtal med Almtuna IS i Hockeyallsvenskan. Den 29 augusti samma år stod det klart att Almtuna lånat ut Bärgård till Nybro för spel i Hockeyettans grundserie. Detta kom att bli Bärgårds sista säsong med Nybro och i Hockeyettan Södra var han ligans mest utvisade spelare (72 minuter). Han spelade för Nybro fram till december 2017 och den 2 januari 2018 stod det klart att han återvänt till moderklubben Enköpings SK. På tio matcher för klubben noterades han för fyra mål och lika många assistpoäng. Månaden därpå lämnade han Enköping och avslutade istället säsongen med Borlänge HF. Laget tog sig till kvalserien till Hockeyallsvenskan där man dock slutade på näst sista plats.
Den 15 maj 2018 meddelades det att Bärgård återvänt till Enköpings SK. Han utsågs till assisterande lagkapten och gjorde därefter sin poängmässigt bästa säsong i Hockeyettan. Han vann Enköpings interna poäng- och skytteliga. På 40 grundseriematcher stod han för 11 mål och 14 assistpoäng. I det följande playoff-spelet slogs laget omgående ut av Vimmerby Hockey med 2–1 i matcher. Den 11 juni 2019 stod det klart att Bärgård skrivit ett ettårsavtal med option på ytterligare ett år med just Vimmerby Hockey. Efter att ha fått allt mindre speltid i Vimmerby lämnade han klubben för spel med seriekonkurrenten Tranås AIF i december 2019. Tranås tog sig till den sista playoff-rundan innan säsongen avbröts på grund av Covid-19-pandemin.
Den 24 april 2020 bekräftades det att Bärgård återigen återvänt till Enköpings SK. De följande två säsongerna var Bärgård lagkapten för Enköping. I mars 2022 meddelade Bärgård att han valt att avsluta sin spelarkarriär. Därefter spelade han dock säsongen 2022/23 för Enköpings andralag i Hockeyfyran, där han på sju matcher noterades för 21 poäng. I januari 2024 stod det klart att Bärgård skrivit ett avtal för återstoden av säsongen med Linden Hockey i Hockeyettan. Laget degraderades till Hockeytvåan och den 19 juni 2024 bekräftades det att Bärgård förlängt sitt avtal med klubben. Den efterföljande säsongen var Bärgård lagets målmässigt bästa spelare. På 27 grundseriematcher noterades han för 32 poäng, varav 19 mål. Utöver detta var han också den i laget som ådrog sig flest utvisningsminuter (39). I playoff slogs Linden ut av Norrtälje IK i den första rundan.

## Statistik
| 2012–13            | Linköping HC         | Elitserien         | 2   | 0  | 0  | 0   | 0   | —  | — | — | —  | —  |
| 2012–13            | HC Vita Hästen       | Div. 1             | 3   | 0  | 0  | 0   | 0   | —  | — | — | —  | —  |
| 2013–14            | Portland Jr. Pirates | USPHL P            | 34  | 11 | 9  | 20  | 92  | 2  | 1 | 0 | 1  | 2  |
| 2014–15            | Olofströms IK        | Div. 1             | 28  | 7  | 5  | 12  | 26  | —  | — | — | —  | —  |
| 2014–15            | Lindlövens IF        | Div. 1             | 6   | 2  | 1  | 3   | 4   | —  | — | — | —  | —  |
| 2015–16            | Nybro Vikings IF     | Div. 1             | 23  | 5  | 7  | 12  | 81  | —  | — | — | —  | —  |
| 2016–17            | Nybro Vikings IF     | Div. 1             | 32  | 10 | 5  | 15  | 33  | 4  | 0 | 1 | 1  | 2  |
| 2017–18            | Nybro Vikings IF     | Div. 1             | 22  | 2  | 5  | 7   | 72  | —  | — | — | —  | —  |
| 2017–18            | Enköpings SK         | Div. 1             | 10  | 4  | 4  | 8   | 8   | —  | — | — | —  | —  |
| 2017–18            | Borlänge HF          | Div. 1             | 5   | 0  | 0  | 0   | 2   | 12 | 4 | 3 | 7  | 31 |
| 2018–19            | Enköpings SK         | Div. 1             | 40  | 11 | 14 | 25  | 32  | 3  | 1 | 1 | 2  | 0  |
| 2019–20            | Vimmerby Hockey      | Div. 1             | 21  | 3  | 5  | 8   | 12  | —  | — | — | —  | —  |
| 2019–20            | Tranås AIF           | Div. 1             | 18  | 2  | 4  | 6   | 14  | 7  | 1 | 0 | 1  | 8  |
| 2020–21            | Enköpings SK         | Div. 1             | 38  | 9  | 10 | 19  | 16  | —  | — | — | —  | —  |
| 2021–22            | Enköpings SK         | Div. 1             | 34  | 9  | 8  | 17  | 12  | —  | — | — | —  | —  |
| 2022–23            | Enköpings SK 2       | Div. 4             | 7   | 11 | 10 | 21  | 0   | —  | — | — | —  | —  |
| 2023–24            | Linden Hockey        | Div. 1             | 8   | 1  | 0  | 1   | 0   | 3  | 0 | 0 | 0  | 4  |
| 2024–25            | Linden Hockey        | Div. 2             | 27  | 19 | 13 | 32  | 39  | 2  | 0 | 1 | 1  | 4  |
| Hockeyettan totalt | Hockeyettan totalt   | Hockeyettan totalt | 288 | 65 | 68 | 133 | 312 | 29 | 6 | 5 | 11 | 45 |